# Passaporte angolano
O passaporte angolano é um documento emitido aos cidadãos de Angola, para uso em viagens internacionais. Identifica o nacional angolano perante as autoridades de outros países, permitindo a anotação de entrada e saída pelos portos, aeroportos e vias de acesso internacionais, de acordo com as obrigações de visto. Os passaportes são de propriedade do Governo da República de Angola.

## Aparência física
O passaporte angolano é de cor preta, possui tamanho médio e é de leitura mecânica. A capa é ilustrada com o Brasão de armas de Angola no centro. A palavra "Passaporte" em português, está inscrita abaixo do brasão, enquanto a frase "República de Angola" em português, está acima. 

## Emissão
Para um cidadão conseguir um passaporte angolano é necessário apresentar: 
- Formulários devidamente preenchidos;
- 3 fotografias 3 x 4 (coloridas)/ fundo branco
- Homens: foto com terno e gravata
- Mulheres: foto com blusa fechada

- Cópia da cédula, Certidão de Nascimento ou Bilhete de Identidade. Cédula só para crianças até 10 anos de idade;
- Cópia da Carteira de Estrangeiro ou Protocolo da Polícia Federal;
- Xerox do Passaporte caducado (Páginas principais);
- Declaração da Faculdade ou de serviço, caso seja Trabalhador(a);
- Taxa: USD 30 (trinta dólares americano). Formulário e capa do processo;
- Termo de Responsabilidade dos pais, para menores de 18 anos.
- Atestado de Residéncia atual.

## Vistos
Alguns paises que não exigem vistos para cidadãos portadores de passaporte Angolano são: 
- Namíbia,
- Quénia,
- Filipinas,
- Singapura
- Botswana,
- Moçambique
- África do Sul
- Equador
- Haiti
- Mauricias
- Filipinas
- Uganda
- São Tomé e Príncipe